# Torsten Petré (historiker)
Torsten Gustaf Petré, född den 21 december 1913 i Säbrå församling, död den 1 januari 1974 i Uppsala, var en svensk historiker.
Torsten Petré, som tillhörde den gamla bruksägarsläkten Petré, var son till bankdirektör Bror Sune Petré och Elsa, född Stenberg. Han växte upp i Härnösand, där han avlade studentexamen 1932. Därefter inskrevs han som student vid Uppsala universitet och blev filosofie magister 1936, filosofie licentiat 1944 och filosofie doktor 1945 på avhandlingen Ministären Themptander. Dessutom utgav han studien Svenska regeringen och de norska frågorna 1884–1886 och skrev del III av Uppsala stads historia, som utkom 1958.
Petré blev lektor vid Uppsala enskilda läroverk 1947, vid lärarhögskolan i Stockholm 1956 och vid högre allmänna läroverket i Uppsala 1961. Från 1963 var han universitetslektor i historia vid Uppsala universitet.
Han var sedan 1948 gift med universitetsbibliotekarien Ingegerd Lovisa Boström från Lycksele, dotter till häradsskrivaren Gustaf Immanuel Boström och Astrid Ingegerd Cecilia (Inga), född Palmcrantz. Torsten Petré är begravd på Uppsala gamla kyrkogård.